# Petru Lucinschi
Petru Lucinschi (n. 27 ianuarie 1940, Rădulenii Vechi, județul Soroca) este un politician moldovean, care a îndeplinit funcția de președinte al Republicii Moldova între anii 1997-2001.

## Biografia din perioada sovietică
Petru Lucinschi s-a născut la 27 ianuarie 1940, în satul Rădulenii Vechi (azi raionul Florești). Și-a făcut studiile la Facultatea de Filologie și Istorie a Universității de Stat din Moldova, pe care a absolvit-o în 1962. În anii 1962-1963 a îndeplinit stagiul militar obligatoriu în armata sovietică. Totodată, activează în cadrul Comsomolului. Este membru al Academiei de Științe Sociale din Federația Rusă (Moscova). A obținut titlul științific de doctor în filozofie în (1977).
Lucinschi a intrat în structura aparatului de partid comunist în calitate de activist politic. În perioada 1963-1971 a deținut funcții de conducere în cadrul CC al UTCL (Comsomol) din Moldova și anume: instructor al CC (1963-1965), prim-secretar al Comitetului orășenesc Bălți al ULCTM (1965-1966), secretar II (1966-1967) și prim-secretar (1967-1971) al CC al ULCTM. În 1964 devine membru al Partidului Comunist al Uniunii Sovietice. La congresul XII al PCM a fost ales membru supleant al CC al PCM, iar la Congresul XIII - membru titular.
În perioada 1971-1976, este secretar al Comitetului Central (CC) și membru al Biroului Politic al Partidului Comunist din Moldova. El era pe atunci singurul basarabean din conducerea Partidului Comunist din RSS Moldovenească. De la înființarea acestei republici sovietice, conducerea era compusă aproape în întregime din cetățeni de origine ucraineană, rusă și transnistreană.
În anii 1976-1978 deține funcția de prim-secretar al Comitetului Orășenesc Chișinău al Partidului Comunist din Moldova. Devenind rival potențial al prim-secretarului Ivan Bodiul, acesta obține trimiterea lui Lucinschi la Moscova în perioada 1978-1986 pentru a lucra în calitate de șef adjunct de secție la CC al Partidului Comunist din Uniunea Sovietică. Din 1986 pînă în 1989 este secretar II al CC al Partidului Comunist din Tadjikistan.
Atașamentul său față de politica lui Mihail Gorbaciov, perestroika și glasnost, atrage atenția liderului de la Kremlin, care îl recheamă pe Lucinschi de la Dușanbe și îl impune în fruntea Partidului Comunist din RSS Moldovenească. La 16 noiembrie 1989, cu puțin timp înainte de căderea Uniunii Sovietice, Petru Lucinschi devine prim-secretar al CC al Partidului Comunist din RSS Moldovenească, calitate în care a activat până la 5 februarie 1991.
În timpul mandatului lui Lucinschi, a început aplicarea în RSS Moldovenească a reformelor inițiate de Gorbaciov. Unele organizații din orașe rusofone - în special din Transnistria - au părăsit Partidul Comunist, pentru a rămâne loial vechiului sistem sovietic. Intelectualii basarabeni care l-au susținut inițial pe Lucinschi l-au părăsit ulterior cerând reforme mai rapide și mai radicale. Lucinschi a încercat să concilieze cele două grupuri, dar a reușit doar să adâncească contradicțiile dintre acestea. A realizat în cele din urmă că prezida un partid cu un aparat politic de nereformat.
La 4 februarie 1991 a demisionat din funcție, fiind rechemat la Moscova de Mihail Gorbaciov. În perioada 14 iulie 1990 - 24 august 1991 lucrează în calitate de secretar responsabil cu presa al CC, membru al Biroului Politic al CC al PCUS.
Pe lângă funcțiile politice, după puciul din august 1991, Lucinschi obține funcții importante în cadrul Academiei de Științe din Federația Rusă (Moscova). Între anii 1991-1992 deține funcțiile de colaborator științific superior la Institutul de Cercetări Social-Politice al Academiei de Științe din Federația Rusă  și de director executiv al Fondului de dezvoltare a științelor sociale al aceleiași Academii.
A fost deputat în Sovietul Suprem al Republicii Socialiste Sovietice Moldovenești (RSSM) (1967-1980), deputat în Sovietul Suprem al RSS Tadjikistan (1986-1990), deputat în Sovietul Suprem al URSS (1986-1991). Apoi, între anii 1990-1996, este ales ca deputat în Parlamentul Republicii Moldova din partea Partidului Democrat Agrar din Moldova (PDAM).

## Președinte al Parlamentului și apoi al Republicii Moldova

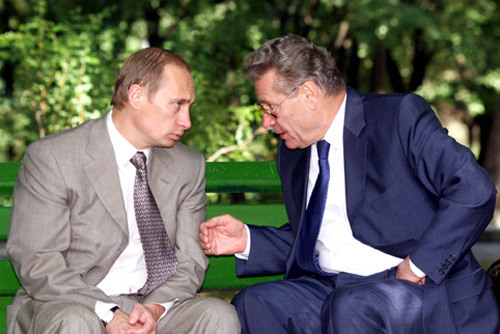
Vladimir Putin și Petru Lucinschi, Chișinău, 17 iunie 2000

Din anul 1992 deține funcția de ambasador extraordinar și plenipotențiar al Republicii Moldova în Federația Rusă. La data de 4 februarie 1993 este ales Președinte al Parlamentului Republicii Moldova de legislatura a XII-a, fiind reales la 29 martie 1994 ca Președinte al Parlamentului Republicii Moldova de legislatura a XIII-a. Când s-a dezbătut constituția, acesta a propus, fără succes, ca limba oficială de stat să fie "limba moldovenească (română)", în final nefiind adăugat și sinonimul din paranteză, româna fiind considerată limbă minoritară.
De la 15 ianuarie 1997 pînă la 4 aprilie 2001 deține funcția de președinte al Republicii Moldova. În primul tur al alegerilor prezidențiale de la 17 noiembrie 1996, Lucinschi s-a clasat pe locul II cu  27,66% din voturi, fiind cu 11% în urma contracandidatului său, președintele în exercițiu Mircea Snegur (care obținuse 38,75%). Totuși, Lucinschi a câștigat cu 54,02% din voturi în turul al doilea al alegerilor prezidențiale din 1 decembrie 1996, în fața lui Mircea Snegur, beneficiind de susținerea forțelor de centru și de stânga. Învestitura sa ca președinte a avut loc la 15 ianuarie 1997.
Mediile de informare occidentale au schițat portretul-robot al noului președinte, prezentându-l drept om al Moscovei, rămas orientat spre trecutul sovietic. Totuși, el a fost preferat lui Vladimir Voronin, fiind considerat „răul mai mic”.
Odată cu ajungerea la putere a lui Petru Lucinschi, au fost continuate reformele începute de predecesorul său Mircea Snegur, la presiunea organismelor financiare internaționale. A fost continuat procesul de privatizare a proprietăților de stat. În domeniul politicii externe, a început procesul de integrare a Republicii Moldova în Uniunea Europeană și de distanțare față de țările din Comunitatea Statelor Independente (CSI).
Nivelul de trai fiind foarte scăzut pentru majoritatea populației a cauzat nemulțumiri în rândul cetățenilor Republicii Moldova, nemulțumiri care au afectat rezultatele alegerilor parlamentare din 20 martie 1998, când Partidul Comuniștilor din Republica Moldova a fost votat de 30% dintre alegători. În următorii doi ani, administrația Lucinschi a fost marcată de confruntări dure purtate în cadrul Parlamentului.

## Prezent: percepții și activități
Într-un articol din ziarul "România Liberă" din 2 decembrie 2005, Lucinschi era descris astfel: Petru Lucinschi este tipul perfect al nomenclaturistului "cu față umană", promovat în politica internațională de Mihail Gorbaciov. De altfel, însuși Lucinschi a urcat pe scara ierarhică odată cu demolatorul (Gorbaciov) fără voie al sistemului sovietic. Este foarte semnificativ că Lucinschi a fost readus prim-secretar al PCM, la Chișinău, dintr-o funcție de partid în Tadjikistan, la cererea insistentă a unor largi cercuri de cetățeni din RSS Moldovenească, dornici să scape de teroarea altor nomenclaturiști, de felul lui Semion Grosu sau Ivan Bodiul, rusofoni înrăiți. Numai că formația sa de activist de partid sovietic nu i-a permis să depășească acest stadiu și să se rupă total de dependența față de Kremlinul rus. De aceea, relațiile sale cu autoritățile române au avut, întotdeauna, un caracter strict protocolar, fără efuziuni sentimentale.
Lucinschi nu este afiliat nici unui partid politic. În prezent este președinte al Fundației de Studii Strategice și Dezvoltare a Relațiilor Internaționale „Lucinschi”.
El a fost căsătorit cu Antonina Lucinschi, decedată în 2006, și are doi copii (Sergiu și Chiril, devenit deputat în Parlamentul Republicii Moldova).
În 2015, fiul cel mare al său, Sergiu, împreună cu Radu Pricop, ginerele fostului președinte al României Traian Băsescu, au fost cercetați într-un dosar privind șantajarea lui Alexandru Horpoș, de la care Lucinschi ar fi cerut patru milioane de euro pentru a-și retrage o plângere la DIICOT.
În anul 2018, cu ocazia Centenarului Marii Uniri, Lucinschi a obținut cetățenia română.

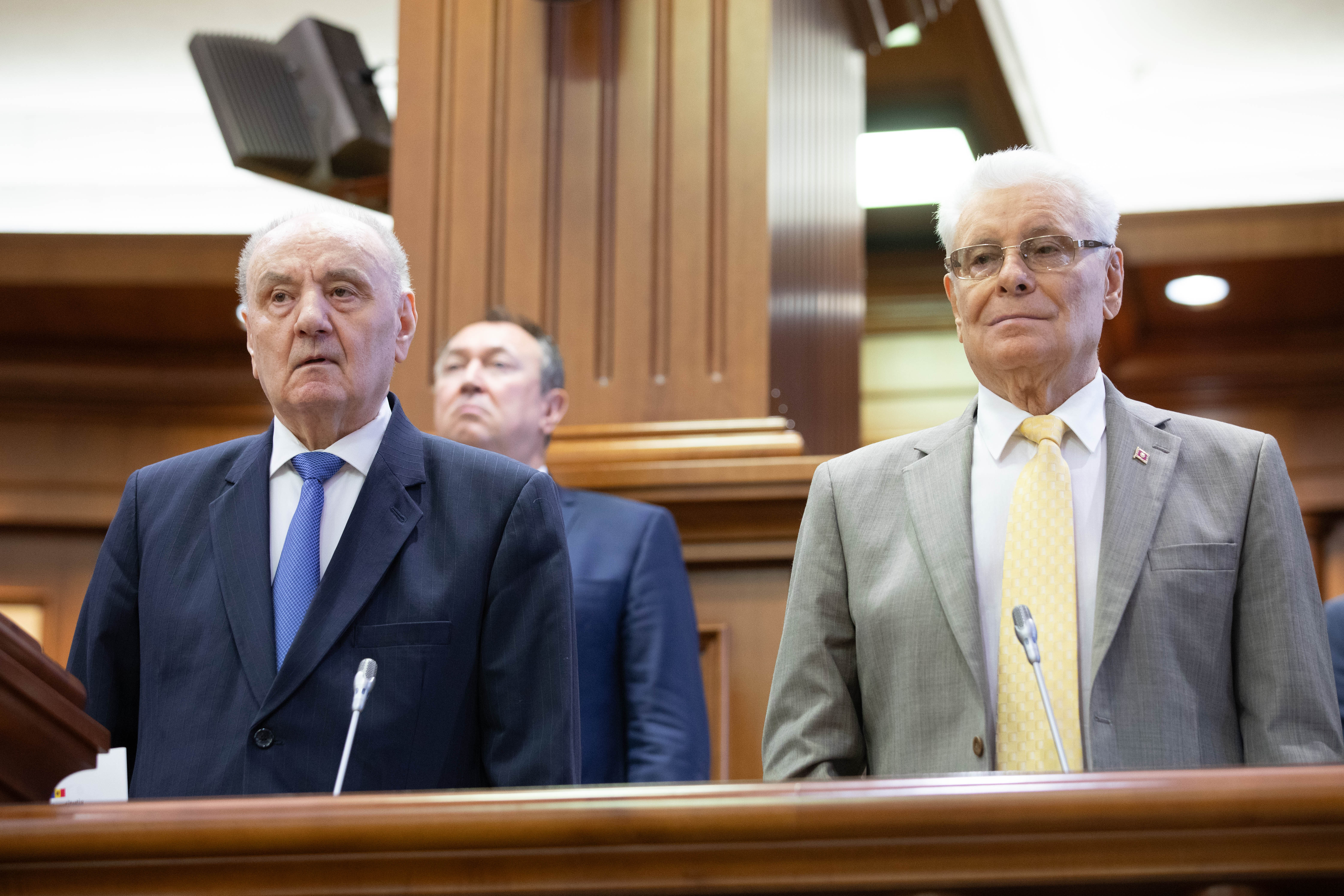
Foștii președinți moldoveni Nicolae Timofti (stânga) și Petru Lucinschi (dreapta) în 2024

## Controverse

### Lilia NeagușiAsea Andruh
În noaptea de 1 octombrie 1970, Lilia Neagu (19 ani) și Asea Andruh (16 ani) au scris peste 40 de lozinci pe clădiri și instituții din centrul Chișinăului, utilizând vopsea roșie. Mesajele lor includeau apeluri la revenirea la alfabetul latin, revendicări teritoriale și îndemnuri la păstrarea identității naționale, precum:
- „Scoală, Ștefane cel Mare, scoală, scoală din mormânt, ia-ți tu sabia cea mare, fă dreptate pe pământ.”

- „Moarte cotropitorilor!”

- „Întoarceți-ne alfabetul latin!”

- „Întoarceți-ne litoralul!”[8]

Aceste acțiuni au atras rapid atenția autorităților sovietice. La ședința Biroului CC al PCM din RSSM din 5 octombrie 1970, Petru Lucinschi, pe atunci prim-secretar al CC al Uniunii Tineretului Comunist din Moldova, a vorbit despre intensificarea "propagandei naționaliste" în rândul moldovenilor, dându-le exemplu pe Lilia Neagu și Asea Andruh. La 6 octombrie 1970, Lilia Neagu a fost arestată, iar ancheta desfășurată de KGB a durat mai multe luni. Deși anchetatorul a manifestat o anumită empatie, menționând că are copii de vârsta ei, Lilia a fost condamnată la doi ani de închisoare, pedeapsă pe care a executat-o în penitenciarul de la Rusca. Asea Andruh, fiind minoră, a fost exmatriculată și obligată să muncească timp de un an în folosul societății. 
Istoricul Igor Cașu îl consideră pe Lucinschi autorul moral al persecutării Liliei Neagu și Asei Andruh.

## Distincții și decorații
În semn de prețuire a meritelor față de stat și pentru activitate prodigioasă în organele supreme de stat, președintele Vladimir Voronin i-a conferit la 27 ianuarie 2005 Ordinul Republicii.
Este cavaler al unor distincții de prestigiu: Marea Cruce a Legiunii de Onoare (Franța, 1998), Ordinul Mântuitorului (Republica Elenă, 1999), Marele Ordin al Cavalerilor Sfântului Mormânt (Patriarhia Greacă Ortodoxă, Ierusalim, 2000), Ordinul Steaua României în grad de Colan (România, 2000).